# Sokół Kowel
Sokół Kowel – polski klub piłkarski z siedzibą w mieście Kowel (obecnie na Ukrainie), działający w latach 1929–1930.

## Historia
Klub Sportowy Sokół został założony w Kowlu w latach 20. XX wieku w lonie Polskiego towarzystwa gimnastycznego "Sokół". W 1929 występował w Klasie B podokręgu wołyńskiego Lwowskiego OZPN i wywalczył awans do Klasy A. W 1930 grał w inauguracyjnym sezonie Klasy A Wołyńskiego OZPN. Zajął drugą lokatę za Sokołem Równe, wyprzedzając w tabeli m.in. dotychczasowy najsilniejszy kowelski klub WKS Kowel. Był to jedyny sezon Sokoła Kowel na drugim szczeblu polskich rozgrywek ligowych, gdyż po sezonie klub został rozwiązany.